# فتاة في نهر: ثمن الغفران
فتاة في نهر: ثمن الغفران هو فيلم وثائقي تم إنتاجه في باكستان وصدر في سنة 2015.

## وصلات خارجية
- فتاة في نهر: ثمن الغفران على موقع IMDb (الإنجليزية)
- فتاة في نهر: ثمن الغفران على موقع ألو سيني (الفرنسية)
- فتاة في نهر: ثمن الغفران على موقع فيلمافينيتي (الإسبانية)
- فتاة في نهر: ثمن الغفران على موقع قاعدة بيانات الفيلم (الإنجليزية)
- فتاة في نهر: ثمن الغفران على موقع ليتربوكسد (الإنجليزية)
- فتاة في نهر: ثمن الغفران على موقع كينوبويسك (الروسية)